# Volvarina taeniolata
Volvarina taeniolata är en snäckart som beskrevs av Morch 1860. Volvarina taeniolata ingår i släktet Volvarina och familjen Marginellidae.

## Underarter
Arten delas in i följande underarter:
- V. t. taeniolata
- V. t. rosa